# Huisicil
Huisicil är en ort i Mexiko.   Den ligger i kommunen San Juan Guichicovi och delstaten Oaxaca, i den sydöstra delen av landet, 500 km sydost om huvudstaden Mexico City. Huisicil ligger 268 meter över havet och antalet invånare är 274.
Terrängen runt Huisicil är kuperad västerut, men österut är den platt. Runt Huisicil är det ganska glesbefolkat, med 28 invånare per kvadratkilometer. Närmaste större samhälle är Matías Romero, 18,7 km sydost om Huisicil. Omgivningarna runt Huisicil är en mosaik av jordbruksmark och naturlig växtlighet.